# Ямашевське сільське поселення
Яма́шевське сільське поселення (рос. Ямашевское сельское поселение) — муніципальне утворення у складі Канаського району Чувашії, Росія. Адміністративний центр — село Ямашево.

## Населення
Населення — 1044 особи (2019, 1385 у 2010, 1631 у 2002).

## Склад
До складу поселення входять такі населені пункти:
| Населений пункт          | Населення, осіб (2002) | Населення, осіб (2010) |
| ------------------------ | ---------------------- | ---------------------- |
| Братьякаси, присілок     | 236                    | 208                    |
| Вурман-Янишево, присілок | 371                    | 331                    |
| Імелево, присілок        | 241                    | 176                    |
| Малди-Пітікаси, присілок | 141                    | 102                    |
| Ямашево, село            | 642                    | 568                    |